# 코에이 테크모 게임스
코에이 테크모 게임스(일본어: コーエーテクモゲームス, 영어: Koei Tecmo Games, KT 게임스)는 일본의 비디오 게임 회사로, 코에이 테크모 홀딩스 산하 기업이다. 중국 톈진 및 베이징, 싱가포르, 베트남에 개발 자회사가 있다.
2010년 12월, 말 코에이 테크모의 대한민국 지사인 코에이테크모 코리아가 존재하였으나 철수하였다. 현재 대한민국에서는 디지털터치가 협력하여 코에이테크모 출판 유통을 관리하고 있다.

## 브랜드 회사
- 시부사와 고
- 오메가포스
- Team NINJA
- 거스트
- 루비파티